# Clarks (Luizjana)
Clarks – wieś w Stanach Zjednoczonych, w stanie Luizjana, w parafii Caldwell.